# Angelika Ott
Angelika Ott, auch Angelica Ott, verheiratete Angelika Spiehs, (* 14. Juni 1942 in Schwiebus) ist eine deutsch-österreichische Schauspielerin.

## Leben
Die aus der östlichen Mark Brandenburg, der heutigen Woiwodschaft Lebus stammende Angelika Ott wuchs in Wien auf. Dort erhielt sie Ballettunterricht und privaten Schauspielunterricht bei Helmuth Krauss. 1965 debütierte sie an der Löwinger-Bühne und erhielt im Jahr darauf ihre erste Filmrolle. In Filmen ihres späteren Ehemannes Karl Spiehs verkörperte sie mehrmals in Nebenrollen die „kühle Blonde“, darunter auch einigen Sexfilmen. Hier wurde sie in Sprechrollen von Helga Trümper synchronisiert. In Wien spielte sie auch in Boulevardstücken wie Ich bin nicht der  Eiffelturm, Ein Engel namens Schmid und Ehe auf Umwegen.
Im Dezember 1964 lernte sie den Filmproduzenten Karl Spiehs kennen und heiratete ihn am 21. Dezember 1966. Ihre gemeinsamen Söhne sind David Spiehs (* 1974) und Benjamin Spiehs (* 1981).

## Filmografie
- 1966: In Frankfurt sind die Nächte heiß
- 1966: Keinen Dollar für dein Leben (Un dollaro di fuoco)
- 1966: Sartana (Mille dollari sul nero)
- 1967: Heißes Pflaster Köln
- 1967: Das Rasthaus der grausamen Puppen
- 1968: 69 Liebesspiele
- 1968: Paradies der flotten Sünder
- 1969: Alle Kätzchen naschen gern
- 1969: Hilfe, ich liebe Zwillinge!
- 1969: Sieben dreckige Teufel (Sette baschi rossi)
- 1969: Die tolldreisten Geschichten – nach Honoré de Balzac
- 1970: Frau Wirtin treibt es jetzt noch toller
- 1970: Das Lied der Balalaika
- 1970: Das Stundenhotel von St. Pauli
- 1970: Wenn du bei mir bist
- 1971: Käpt’n Rauhbein aus St. Pauli
- 1971: Rudi, benimm dich!
- 1971: Tante Trude aus Buxtehude
- 1972: 100 Fäuste und ein Vaterunser (Alleluja e Sartana figli di… Dio)
- 1973: Die blutigen Geier von Alaska
- 1972: Der Schrei der schwarzen Wölfe
- 1973: Crazy – total verrückt